# 任蒂乌-杜欧鲁
任蒂乌-杜欧鲁（葡萄牙語：Gentio do Ouro）是巴西巴伊亚州的一个市镇。总面积3671.237平方公里，总人口11478人，人口密度3.1人/平方公里。